# Phasmophobia
Phasmophobia est un jeu indépendant d'horreur et de survie sur PC qui est développé et publié par Kinetic Games. Il est sorti sur Steam en septembre 2020 et a vite bénéficié de la médiatisation de nombreux streamers Twitch et YouTubers bien connus, ce qui lui a permis de se faire connaître très rapidement. Ainsi, le 15 octobre 2020, le jeu est le septième jeu le plus populaire sur Twitch et le jeu le plus vendu sur Steam dans le monde.

## Système de jeu
Le joueur prend le contrôle d'un membre d'un groupe de quatre joueurs maximum. Ils jouent des chasseurs de fantômes explorant les villes, qui sont engagés pour s'occuper des fantômes habitant différentes installations abandonnées telles que des maisons, des écoles et des hôpitaux,. Le jeu propose 24 variétés différentes de fantômes, chacune se comportant différemment. Afin de savoir quel type de fantôme ils ont rencontré, les joueurs doivent collecter des preuves sur le fantôme,. Ils peuvent les obtenir grâce à de nouveaux accessoires (encens, sel, photographies, vidéos, etc, .). Le but du jeu n'est pas de vaincre les fantômes mais de collecter suffisamment d'informations sur eux pour se faire payer,. S'ils ne récoltent pas toutes les informations : les joueurs ne seront pas bien payés et s'ils restent trop longtemps dans un lieu, ils risquent de se faire tuer par le fantôme.
Les joueurs communiquent à haute voix, sur une radio ou directement au fantôme via une boîte. Le fantôme lui-même peut entendre et réagir aux conversations,. Les joueurs peuvent utiliser différents équipements pour aider leur mission, tels que des lampes de poche UV, des thermomètres, des lecteurs EMF, des caméras CCTV, des crucifix et des planches Ouija. Ces outils peuvent être utilisés pour différentes raisons, telles que la communication, l'enquête, la protection et la collecte d'indices.

## Développement et sortie

### Sortie
Le jeu est diffusé pour la première fois le 6 mars 2020 lorsque sa page Steam est mise en ligne.
Une bande-annonce est publiée trois mois plus tard pour annoncer une prise en charge supplémentaire de la réalité virtuelle et une date de sortie pour la version d'accès anticipé.
Le 18 septembre 2020, le jeu sort en accès anticipé pour 14 dollars. La semaine suivante, le jeu reçoit deux mises à jour majeures afin de corriger des bugs. Dknighter, fondateur et membre unique de Kinetic Games, a déclaré qu'il espérait sortir le jeu complet en 2021. Il souhaite néanmoins maintenir le prix du jeu au même niveau en attendant. L'un des objectifs du développeur pour le moyen terme est que le jeu puisse prendre en charge Oculus Quest, ainsi que de rendre les fantômes jouables.
4 ans après sa sortie sur Pc, Kinetic Games annonce la sortie du jeu sur les consoles PS5 et Xbox Series prévu pour le 29 octobre 2024

### Popularité
Bien que sorti pour la première fois vers la mi-septembre, le jeu commence à prendre de l'ampleur vers le début octobre lorsque de nombreux streamers Twitch et YouTubers notables tels que PewDiePie, xQc, Pokimane, Jacksepticeye, Sodapoppin et Markiplier ont commencé à y jouer,.
On peut penser que le fait que le jeu soit ouvert en accès anticipé au début de la saison d'Halloween ait pu jouer un rôle dans sa popularité. On peut également se demander si cette popularité pourrait être liée au début de la deuxième vague de la Pandémie de Covid-19 qui oblige de nombreuses personnes à rester à la maison.
Avec l'afflux de joueurs, on a également constaté l'arrivée de pirates qui ont piraté les comptes de joueurs et généré une quantité infinie d'objets.
Sur Twitch, le jeu a connu une croissance exponentielle. Il a même atteint le top 5 des jeux les plus consultés à la mi-octobre. Il a dépassé des jeux tels que Among Us, Fortnite Battle Royale, FIFA 21 et Genshin Impact,. Selon GitHyp, le jeu a atteint un pic vers le 10 octobre puisque plus de 86 000 joueurs actifs sont enregistrés,. Le jeu est devenu un best-seller de Steam et, aux alentours du 18 octobre 2020, il est le jeu le plus vendu de la semaine, battant même Fall Guys et les précommandes de Cyberpunk 2077,,.

## Accueil

### Critiques
Phasmophobia reçoit des critiques positives de la part de la presse vidéoludique. Rich Stanton de PC Gamer l'a appelé « le meilleur jeu de fantômes jamais créé », en plus de déclarer qu'il est « différent de tout ce que j'ai joué ».
Cass Marshall, rédacteur pour Polygon, a décrit « un jeu d'horreur agréable et confortable », mais aussi « brillant » malgré ses nombreux bugs.
Jeuxvideo.com a parlé d'un jeu assez original et imaginatif, en plus d'être effrayant. Ils ont estimé que les cartes (différents lieux visitables) du jeu sont bien pensées et que le niveau de progression est bien rythmé. Pour ce qui est des bémols, le site évoque les animations et certaines redondances scénaristiques du jeu. Selon eux, les nombreuses mises à jour du jeu devraient être en mesure de régler ça.
Le jeu est comparé à de nombreux autres jeux d'horreur de même nature, tels que Friday the 13th: The Game et Dead by Daylight.

### Ventes
Le 31 octobre 2024, Kinetic Games révèle sur X que Phasmophobia s'est écoulé à plus de 20 millions d'exemplaires,,. 
Le 3 décembre 2024, le jeu atteint le million de ventes sur consoles, et le 10 février 2025, les 2 millions.

## Adaptation
Le 4 juin 2025, il est annoncé qu'une adaptation en film est en préparation au sein de Blumhouse.